# グレートサンドデューンズ国立公園
グレートサンドデューンズ国立公園 (グレートサンドデューンズこくりつこうえん、Great Sand Dunes National Park and Preserve) はアメリカ合衆国コロラド州南部にある国立公園である。元々、グレートサンドデューンズ・ナショナル・モニュメント（1932年に指定）と呼ばれていたが、2004年9月13日に米国議会により、米国で最も新しい国立公園となった。この公園はサン・ルイス・ヴァレー東端に位置し、約85,000エーカー(340 km²)の面積を占めている。

## 自然史

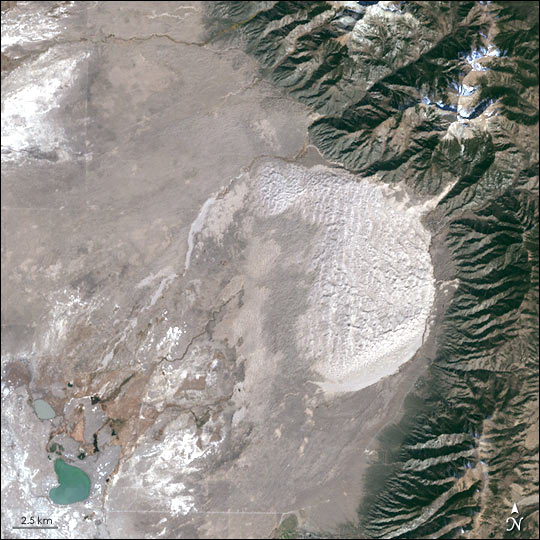
人工衛星からの砂丘の画像

公園には、サングレ・デ・クリスト山脈(Sangre de Cristo Range)の西の麓のサン・ルイス・ヴァレーの谷底から750フィート(230メートル)高い北米で最も標高の高い場所にある砂丘がある。面積は、19,000エーカー(78平方キロメートル)。おそらく12,000年前のものである。
この砂丘は、サン・ルイス・ヴァレーを流れるリオ・グランデ川とその支流の堆積砂によって形成された。長年にわたり西風が川の堆積平野からロッキー山脈を越えて砂を運んだ。風がサングレ・ド・クリスト山脈を越える前に力を失い、砂が谷の東側に堆積した。これが続き、砂丘はその形を風によって日々変えながらゆっくりと成長している。黒い砂の地域があるが、これは結晶性の黒い鉄の酸化物である磁鉄鉱の堆積物である。
風が谷を越えて砂と小さな岩を吹き飛ばし、コロラド州のサングレ・ド・クリスト山脈に突き当たり、勢いを失い、砂等を落とすため、砂丘は形成された。雪が防雪柵の後ろで吹き溜まるように、吹き付ける砂は山脈によってせき止められ、麓に溜まる。砂丘の周囲をいくつかの小川が流れている。小川は砂丘の端を浸食し、砂が下流に運ばれる。水は地中に消え、表面に砂を堆積させる。風が砂の堆積を拾い上げ、再び砂を砂丘に吹き戻す。
砂丘の頂上でも2、3インチ掘ると湿った砂が現れる。もし小川が干上がれば、砂丘が消える。実際、モニュメントから国立公園に変更された動機の一つは、コロラド州の都市や農業から水を保護することにあった。
砂丘の形成過程を体験することはとても易しい。砂丘上のハイカー達が証言するように、砂丘でハイキングすると砂や小さな岩に打たれるほどここは非常に風が強い地域である。風は何マイルも砂や岩を運ぶ。

## その他の特徴
公園にはまた、Alpine tundra & lakes - 山中の湖とツンドラ、標高13,000フィート(3,940メートル)を超える6つの山、Subalpine forests and meadows - 太古から続くトウヒとマツの森、Montane forests and woodlands /  Riparian - アスペンとハコヤナギの大きな茂み、Dunefield - 北米一標高の高い砂丘群、Grasslands and shrublands - 草地、Sabkhaというアルカリ性鉱物分の多い土壌地域、 Wetlands - 湿地という、様々な野生の動植物に適したあらゆる生息環境がある。公園管理において、この広大なエコシステムの保護を目的の一つとしている。
公園の最も珍しい特徴の一つはメダノ・クリークで起きる。メダノ・クリークは、砂丘の西側の境界を流れ、ビジター・センター＆ブックストアの隣に位置する。新鮮な砂が継続的に小川に落ちるため、メダノ・クリークは永続的な河床を持たない。ダムのような小さな水中の砂丘が継続的に形成され、そして崩れる。したがって、水の中を歩く人は、2、3秒から1分あるいはそれ以上の間隔で下流に向かう水のうねり、それは波のように見えるのだが、を見る。水の多い年には、このうねりは1フィート(30センチメートル)に達し、海の波に似る。小川の砂で砂の城を造ることは、旅行者に人気の遊びである。

## アクセス
近郊の町は、コロラド州のアラモサである。同じコロラド州のデンバー、またはニューメキシコ州のアルバカーキから、車で約4時間の距離にある。

## 公園の歴史
砂丘及び周辺地域は、1932年ナショナル・モニュメントに指定された。2000年11月22日、アメリカ合衆国大統領ビル・クリントンは、究極の国立公園としてのステイタスを狙って「2000年グレートサンドデューンズ国立公園と保護地域法(Great Sand Dunes National Park and Preserve Act of 2000)に署名した。ザ・ネイチャー・コンサーヴァンシー(Nature Conservancy)の協力により、連邦政府はバッカ牧場の97,000エーカーを購入し、公園の面積を実際に3倍にした。この購入には、以前は公園の北と西側に接していた牧場の地域を含み、また、14,000フィートを超える高山、キット・カーソン山(Kit Carson Mountain) (14,165)、チャレンジャー・ポイント(Challenger Point) (14,080)と南への排水路を含む。購入された土地は3つの地区に分けられ、サングレ・ド・クリスト山脈地区はリオ・グランデ国有林(Rio Grande National Forest)に移され、西側の地区は、野生動物の地域として切り分け、野生のバイソンの群れを受け入れ、東側の地区はリオ・グランデ国有林から移管され一定の狩猟が認められる予定である。